# موزه ورزش کرمانشاه
موزه ورزش کرمانشاه یکی از موزه‌های شهر کرمانشاه است که زیر نظر اداره ورزش و جوانان شهرستان کرمانشاه اداره می‌شود. این موزه در در بلوار شهید بهشتی این شهر و در داخل مجموعه ورزشی آزادی کرمانشاه قرار گرفته‌است. این موزه در سال ۱۳۸۴ خورشیدی تأسیس شده‌است.
مجموعه‌ای از مدال‌ها، جوایز، تقدیرنامه‌ها، یادبودها، ابزار و وسایل ورزشی تصاویر و لباس‌های ورزشکاران استان کرمانشاه در مسابقات ورزشی استانی، کشوری و جهانی دراین موزه نگهداری می‌شوند.

## خانۀ پیشکسوتان ورزش کرمانشاه
دفتر خانۀ پیشکسوتان ورزش کرمانشاه نیز در محل موزۀ ورزش کرمانشاه قرار دارد. خانۀ پیشکسوتان ورزش کرمانشاه در سال ۱۳۷۹ شکل گرفت و اساس‌نامۀ آن در سال ۱۳۸۰ به تصویب ادارۀ کل ورزش و جوانان رسید و دفتر آن نیز در ۷ شهریور ۱۴۰۰ راه‌اندازی شد.